# Die Höhle der Löwen/Staffel 11
Die elfte Staffel der Unterhaltungsshow Die Höhle der Löwen wurde vom 4. April bis zum 30. Mai 2022 vom deutschen Free-TV-Sender VOX ausgestrahlt. Die Moderation wurde wieder von Ermias Habtu übernommen. Als „Löwen“ waren Carsten Maschmeyer, Judith Williams, Georg Kofler, Dagmar Wöhrl, Ralf Dümmel, Nils Glagau und Nico Rosberg dabei, die sich entsprechend abwechseln, so dass je Produktvorstellung fünf Investoren zu sehen sind.

## Gastlöwen
In der elften Staffel war Sarna Röser als Gastlöwin zu sehen.

## Episoden
| Nr. (ges.) | Nr. (St.) | Teilnehmer                                                                | Premiere D    | Zuschauer |
| ---------- | --------- | ------------------------------------------------------------------------- | ------------- | --------- |
| 101        | 1         | 2bag ✓, LAIK ×, Fairhair ✓, Bierfrüchtchen ×, SendMePack ✓                | 4. Apr. 2022  | 2,20 Mio. |
| 102        | 2         | Silverton ×, Shea Yeah ✓, Audory ○, Toolbot ×, Laxplum ✓                  | 11. Apr. 2022 | 2,04 Mio. |
| 103        | 3         | The Plant Box ✓, Bavarian Rescher ✓, Res-T ×, WireStyle ○, Smartbraille × | 18. Apr. 2022 | 1,82 Mio. |
| 104        | 4         | Le Gurque ○, Read-O ○, Lucky Plant ✓, Retter Kräcker ×, Xeem ✓            | 25. Apr. 2022 | 2,09 Mio. |
| 105        | 5         | Happy Oceans Foods ✓, Shower+ ×, Freibeik ✓, Woollaa ×, Chaanz ○          | 2. Mai 2022   | 1,78 Mio. |
| 106        | 6         | Deep One ○, Stevi & Schnücks ×, NetzBeweis ✓, uready ×, Hans Ranke ✓      | 9. Mai 2022   | 1,73 Mio. |
| 107        | 7         | NaschNatur ✓, Mijasi ✓, Nivilli ×, Aivy ○, VapoWesp ✓                     | 16. Mai 2022  | 2,05 Mio. |
| 108        | 8         | Konkrua ○, Imagine Playhouse ✓, This Place ×, Keego ○, Grillaxed ×        | 23. Mai 2022  | 1,80 Mio. |
| 109        | 9         | Everjump ×, Stallzauber ✓, Lampix ○, Knights Fragrances ×, Rollyz ✓       | 30. Mai 2022  | 1,92 Mio. |

## Gründer und Unternehmen
Die erste Spalte mit der Überschrift # entspricht der Episodennummer der Staffel und der Reihenfolge des Auftritts in der Sendung. Bei der angegebenen Bewertung handelt es sich jeweils um die sogenannte Pre-Money-Bewertung, diese stellt die Bewertung eines Unternehmens vor einer Finanzierungsrunde dar.
| #   | Name                                                                  | Gründer                                                                      | Bewertung   | Kapitalbedarf | Anteile | Investment               | Investor                                          |
| --- | --------------------------------------------------------------------- | ---------------------------------------------------------------------------- | ----------- | ------------- | ------- | ------------------------ | ------------------------------------------------- |
| 1.1 | 2bag Kombiniertes Gepäckstück aus Rucksack und Fahrradtasche          | Karl Fischer, Leander Mellies                                                | 180.000 €   | 20.000 €      | 10 %    | 20.000 € für 10 %        | Nils Glagau                                       |
| 1.2 | LAIK Ausziehbarer Tisch ohne Klappmechanismus/Einlegeplatte           | Denis Dostmann, Tobias Jung, Anita Pfattner, Christian Mühlbauer, Mark Löhr  | 3.150.000 € | 350.000 €     | 10 %    | nein                     | nein                                              |
| 1.3 | Fairhair 1.3 Nachhaltiges Haargummi                                   | Fabian Frei, Wolfgang Schimpfle                                              | 2.250.000 € | 250.000 €     | 10 %    | 250.000 € für 25,1 %     | Ralf Dümmel                                       |
| 1.4 | Bierfrüchtchen Fruchtaufstriche mit Bier                              | Michael Stattmann, Clemens August von Freeden                                | 600.000 €   | 150.000 €     | 20 %    | nein                     | nein                                              |
| 1.5 | SendMePack Mehrwegsystem für Versandverpackungen                      | Michelle Reed, Philip Bondulich                                              | 600.000 €   | 200.000 €     | 25 %    | 200.000 € für 33 %       | Judith Williams, Dagmar Wöhrl, Carsten Maschmeyer |
| 2.1 | Silverton Boxershorts mit Strahlungsschutz                            | Constantin Ricken, Richard Getz                                              | 680.000 €   | 120.000 €     | 15 %    | nein                     | nein                                              |
| 2.2 | Shea Yeah Vegane Naturkosmetik                                        | Sandra Fischer                                                               | 623.333 €   | 110.000 €     | 15 %    | 110.000 € für 25 %       | Ralf Dümmel                                       |
| 2.3 | Audory Interaktive Hörbücher                                          | Max Rose                                                                     | 680.000 €   | 120.000 €     | 15 %    | 200.000 € für 20 % 2.3   | Carsten Maschmeyer, Georg Kofler                  |
| 2.4 | Toolbot Verleihautomat für Werkzeug                                   | Krispin Schulz, Mario Drelas, Christian Lehmann, Jan Gerlach                 | 4.500.000 € | 500.000 €     | 10 %    | nein                     | nein                                              |
| 2.5 | Laxplum Fermentierte Pflaumen zur Darmreinigung                       | Louis Lowe, Kerstin Hansen                                                   | 675.000 €   | 75.000 €      | 15 %    | 100.000 € für 20 %       | Nils Glagau, Judith Williams 2.5                  |
| 3.1 | The Plant Box Fertige Balkonbepflanzungen                             | Alice Özserin, Anne Baltes-Schlüter                                          | 1.350.000 € | 150.000 €     | 10 %    | 150.000 € für 20 %       | Carsten Maschmeyer, Judith Williams               |
| 3.2 | Bavarian Rescher 3.2 Grillutensil                                     | Alexander Feilen, Tobias Daniel                                              | 200.000 €   | 50.000 €      | 20 %    | 50.000 € für 25 %        | Ralf Dümmel                                       |
| 3.3 | Res-T T-Shirt mit integrierter Rettungsweste                          | Marco Colombo, Gian-Luca Menn, Nadine Zdych                                  | 4.533.333 € | 80.000 €      | 15 %    | nein                     | nein                                              |
| 3.4 | WireStyle Personalisierte Fadenbilder                                 | André Gall, Thomas Willberger                                                | 1.133.333 € | 200.000 €     | 15 %    | 200.000 € für 17,5 % 3.4 | Nils Glagau                                       |
| 3.5 | Smartbraille E-Book-Reader zur Darstellung von Brailleschrift         | Ralph Brey                                                                   | 1.200.000 € | 300.000 €     | 20 %    | nein                     | nein                                              |
| 4.1 | Le Gurque Spülschwamm aus Luffa                                       | Niklas Heinzerling, Leonie Eißele                                            | 5.666.666 € | 100.000 €     | 15 %    | 100.000 € für 20 % 4.1   | Dagmar Wöhrl, Sarna Röser                         |
| 4.2 | Read-O Online-Plattform für Buchempfehlungen                          | Jonathan Mondorf, Michael Pomogajko, Ben Kohz, Andreas Weiser, Simon Farshid | 3.400.000 € | 600.000 €     | 15 %    | 600.000 € für 25,1 % 4.2 | Carsten Maschmeyer                                |
| 4.3 | Lucky Plant Veganes Pflanzenstärkungsmittel                           | Michael Ballack, Bernhard Unger, Thomas Hüster                               | 400.000 €   | 100.000 €     | 20 %    | 100.000 € für 20 %       | Ralf Dümmel                                       |
| 4.4 | Retter Kräcker Chips aus Pressresten der Lebensmittelindustrie        | Lisa Berger, Sandra Ebert, Pascal Moll                                       | 900.000 €   | 100.000 €     | 10 %    | nein                     | nein                                              |
| 4.5 | Xeem Online-Recruiting-Plattform                                      | Géraldine Ulrichs, Janine Weirich                                            | 2.500.000 € | 250.000 €     | 10 %    | 300.000 € für 25,1 %     | Sarna Röser, Dagmar Wöhrl, Carsten Maschmeyer     |
| 5.1 | Happy Oceans Foods Vegane Garnelen-Ersatzprodukte                     | Julian Hallett, Robin Drummond                                               | 2.700.000 € | 300.000 €     | 10 %    | 300.000 € für 16 %       | Nico Rosberg, Dagmar Wöhrl                        |
| 5.2 | Shower+ Duschaufsatz mit Meersalz                                     | René Sackel, Benedikt Linne, Björn Bourdin                                   | 2.700.000 € | 300.000 €     | 10 %    | nein                     | nein                                              |
| 5.3 | Freibeik Bewegliches Fahrradsattelgelenk                              | Iris-Sabine und Carmen Langstädtler                                          | 566.972 €   | 190.000 €     | 25,1 %  | 300.000 € für 40 %       | Carsten Maschmeyer, Ralf Dümmel                   |
| 5.4 | Woollaa Individualisierte, nach Bestellung produzierte Textilprodukte | Friederike und Florian Pfeffer                                               | 720.000 €   | 180.000 €     | 20 %    | nein                     | nein                                              |
| 5.5 | Chaanz Online-Dating-Plattform                                        | Nino Reiter, Marwin Grundel, Jakob Hubloher                                  | 291.666 €   | 125.000 €     | 30 %    | 200.000 € für 49 % 5.5   | Carsten Maschmeyer, Georg Kofler                  |
| 6.1 | Deep One Körperschall-Subwoofer                                       | Stefan Mittnik, Stefan Sube, Frederik Podzuweit                              | 1.800.000 € | 200.000 €     | 10 %    | 200.000 € für 25 % 6.1   | Georg Kofler                                      |
| 6.2 | Stevi & Schnücks Hundefutter                                          | Stefanie Page                                                                | 240.000 €   | 60.000 €      | 20 %    | nein                     | nein                                              |
| 6.3 | NetzBeweis Dokumentationsplattform für Hasskommentare                 | Michael Lanzinger, Katharina Bisset, Philipp Omenitsch, Thomas Schreiber     | 510.000 €   | 90.000 €      | 15 %    | 90.000 € für 15 % 6.3    | Carsten Maschmeyer, Nils Glagau                   |
| 6.4 | uready E-Trike                                                        | Oguzhan Albayrak                                                             | 800.000 €   | 200.000 €     | 20 %    | nein                     | nein                                              |
| 6.5 | Hans Ranke Fertigprodukte aus Hülsenfrüchten                          | Torsten Schuh                                                                | 300.000 €   | 75.000 €      | 20 %    | 75.000 € für 10 % 6.5    | Ralf Dümmel                                       |
| 7.1 | NaschNatur Tiefkühl-Törtchen                                          | Markus Smarzoch, Andrea Schlumpp                                             | 600.000 €   | 150.000 €     | 20 %    | 150.000 € für 40 %       | Ralf Dümmel                                       |
| 7.2 | Mijasi Creme mit Blaulichtfilterwirkung                               | Isabel Bäring                                                                | 200.000 €   | 50.000 €      | 20 %    | 50.000 € für 30 %        | Nils Glagau                                       |
| 7.3 | Nivilli Nagelschuh-Clog für Handwerker                                | Wilhelm Frank                                                                | 1.700.000 € | 300.000 €     | 15 %    | nein                     | nein                                              |
| 7.4 | Aivy Berufswahl-App mit Gamification-Ansatz                           | Florian Dyballa, Boas Bamberger, David Biller, Arbnor Raci                   | 4.050.000 € | 450.000 €     | 10 %    | 450.000 € für 10 % 7.4   | Carsten Maschmeyer, Dagmar Wöhrl                  |
| 7.5 | VapoWesp Räucherbox gegen Wespen                                      | Claudia Eckert                                                               | 139.286 €   | 75.000 €      | 35 %    | 450.000 € für 40 %       | Ralf Dümmel, Judith Williams                      |
| 8.1 | Konkrua Thailändische Kochboxen                                       | Pim Ampikitpanich                                                            | 1.000.000 € | 250.000 €     | 20 %    | 250.000 € für 23 %       | Georg Kofler                                      |
| 8.2 | Imagine Playhouse 8.2 Zusammenbaubare Spielhäuser aus Kunststoff      | Roman Römmich                                                                | 200.000 €   | 50.000 €      | 20 %    | 50.000 € für 25 %        | Ralf Dümmel                                       |
| 8.3 | This Place Cremes auf CBD-Basis                                       | Finn Hänsel, Fabian Friede, Laura Simonow                                    | 1.800.000 € | 200.000 €     | 10 %    | nein                     | nein                                              |
| 8.4 | Keego Titanbeschichtete Trinkflasche                                  | Lukas Angst, Bernd Deussen                                                   | 2.786.666 € | 380.000 €     | 12 %    | 380.000 € für 20 %       | Carsten Maschmeyer, Georg Kofler                  |
| 8.5 | Grillaxed Grill-Verleih                                               | Jonas Möslein, Jonas Bräuer, Erik Lachmann                                   | 300.000 €   | 75.000 €      | 20 %    | nein                     | nein                                              |
| 9.1 | Everjump Mehrzweck-Springseile mit App-Unterstützung                  | Moritz Lienert, Julian Fuchs                                                 | 1.800.000 € | 200.000 €     | 10 %    | nein                     | nein                                              |
| 9.2 | Stallzauber Pferdereit-Hilfsmittel                                    | Alexandra Knabbe                                                             | 150.000 €   | 50.000 €      | 25 %    | 50.000 € für 33 %        | Ralf Dümmel                                       |
| 9.3 | Lampix AR-gestützte Speisekarte und Bestellsystem                     | Mihai Dumitrescu, Julian Meier, Siwanand Misara                              | 2.250.000 € | 250.000 €     | 10 %    | 250.000 € für 25 % 9.3   | Dagmar Wöhrl                                      |
| 9.4 | Knights Fragrances Parfüm                                             | Axel Rudi Pell                                                               | 92.857 €    | 50.000 €      | 35 %    | nein                     | nein                                              |
| 9.5 | Rollyz Multifunktionale Transportrollen                               | Geza Lakatos, Jan Nordhoff                                                   | 708.333 €   | 125.000 €     | 15 %    | 125.000 € für 25 % 9.5   | Ralf Dümmel                                       |

## Einschaltquoten
| Folge | Datum         | Zuschauer        | Zuschauer     | Marktanteil      | Marktanteil   | Quelle        |
| Folge | Datum         | Durchschnittlich | 14 – 49 Jahre | Durchschnittlich | 14 – 49 Jahre | Quelle        |
| ----- | ------------- | ---------------- | ------------- | ---------------- | ------------- | ------------- |
| 1     | 4. Apr. 2022  | 2,20 Mio.        | 0,94 Mio.     | 8,2 %            | 14,9 %        | [ 16 ]        |
| 2     | 11. Apr. 2022 | 2,04 Mio.        | 0,96 Mio.     | 7,9 %            | 15,3 %        | [ 17 ] [ 18 ] |
| 3     | 18. Apr. 2022 | 1,82 Mio.        | 0,84 Mio.     | 6,9 %            | 13,1 %        | [ 19 ]        |
| 4     | 25. Apr. 2022 | 2,09 Mio.        | 0,97 Mio.     | 8,3 %            | 15,7 %        | [ 20 ] [ 21 ] |
| 5     | 2. Mai 2022   | 1,78 Mio.        | 0,79 Mio.     | 6,9 %            | 12,7 %        | [ 22 ]        |
| 6     | 9. Mai 2022   | 1,73 Mio.        | 0,84 Mio.     | 7,0 %            | 14,6 %        | [ 23 ]        |
| 7     | 16. Mai 2022  | 2,05 Mio.        | 0,94 Mio.     | 8,2 %            | 15,6 %        | [ 24 ]        |
| 8     | 23. Mai 2022  | 1,80 Mio.        | 0,87 Mio.     | 6,6 %            | 12,5 %        | [ 25 ]        |
| 9     | 30. Mai 2022  | 1,92 Mio.        | 0,85 Mio.     | 7,8 %            | 15,1 %        | [ 26 ]        |